# Оберпфаффенхофен

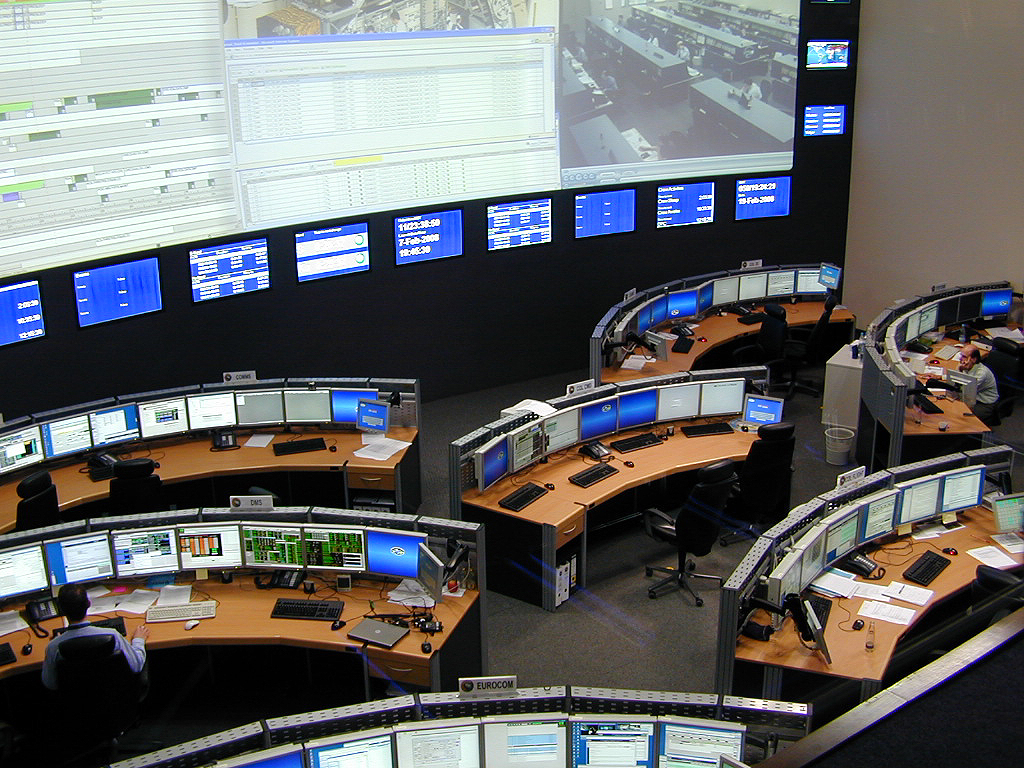
Германский центр авиации и космонавтики (GSOC/DLR), Оберпфаффенхофен

Оберпфаффенхофен (нем. Oberpfaffenhofen) — посёлок в Германии, часть коммуны Веслинг района Штарнберг в Баварии. Находится в 20 км от Мюнхена.
В посёлке располагается Германский аэрокосмический центр (Deutsches Zentrum für Luft- und Raumfahrt, DLR). Название населённого пункта стало широко известным, когда в 1983 году первый западногерманский астронавт Ульф Мербольд отправился в космос на борту американского космического челнока «Колумбия» в рамках программы Spacelab. Научная часть полёта контролировалась немецким центром управления полётами, расположенным в Оберпфаффенхофене, тогда как за технической стороной миссии следили из Хьюстона (Техас).
В посёлке находится центр управления модулем «Коламбус», которым DLR руководит по договорённости с Европейским космическим агентством и EADS Astrium — подразделением Европейского аэрокосмического и оборонного концерна (EADS). Здесь же располагаются Общество Фраунгофера и другие научно-исследовательские институты.
Помимо научных учреждений, в Оберпфаффенхофене находится авиационный завод «Dornier». Завод и аэрокосмический центр имеют общий аэродром.
В годы Второй мировой войны располагался завод фирмы «Дорнье».